# Пловдивская епархия
Пло́вдивская епа́рхия (болг. Пловдивска епархия) — епархия Болгарской православной церкви на территории Кырджалийской, Смолянской, Пазарджикской и Пловдивской областей Болгарии с кафедрой в Пловдиве и архиерейскими наместничествами в Пазарджике, Асеновграде, Хаскове, Карлове, Панагюриште, Пештере, Смоляне и Ивайловграде.

## История
Филиппопольская епархия была создана около 36 года, когда считалось, что апостол Павел рукополагает первого епископа Ерма.
По данным источников с VII века Филиппопольская епархии становится митрополией, охватывающей, кроме Филиппополя епископии со кафедрой в Диоклецианополе, Севастополе и Диосполе, а митрополит новил титул «экзарх Фракии Драговицы». В VIII веке филиппопольскому митрополиту также подчинялись епископы Берои, Маркели, Литопросопоса, Декастеры и Леведоса.
В 879 году Филиппопольская епархия стала частью вновь созданного автокефального Болгарского Патриархата, в составе которого она осталась до возвращения Филиппополя в Восточную Римскую империю в 969 году, в связи с чем отошла к Константинопольскому патриархату. К концу X века Филиппопольский митрополит имел подчинённые епископии городов: Агатоники, Лютица, Скутарион, Влептос, Левка, Драмица, Анастасия, Констанция, Букового и Велица. Эта ситуация сохранилась до середины XIV века, когда Лютица стала самостоятельной епархией, а епископ Перперикон был подчинен Филиппопольской епархии.
С 1922 по 1938 год в монастыре святых Кирика и Иулиты в юрисдикции Пловдивской митрополии действовало Пастырско-богословское училище св. Кирика для подготовки церковно и священнослужителей в Русском зарубежье.

## Епископы
Филиппопольская епархия Константинопольской православной церкви
- Кирилл (1676? — 1679?)[4]
- Нектарий (упом. 1682—1688)[4]
- Дамаскин (1688—1697?)[5]
- Неофит (7 января 1698 — 8 апреля 1711)
- Каллиник (8 апреля 1711—1722)[6]
- Анфим (1723 — ?)[7]
- Константий (1725 — ?)[7]
- Феофан (1740—1746)
- Серафим (8 октября 1746 — 22 июля 1757)[8]
- Авксентий (июль 1757—1765)[8]
- Самуил (апрель 1765—1780)[8]
- Кирилл (февраль 1780—1808)[8]
- Евгений (март — июнь 1808)[8]
- Иоасаф (июнь 1808—1809)[9]
- Иоанникий (март 1809—1818)[10]
- Паисий (15 марта 1818—1821)[11]
- Самуил (январь 1822—1824)[10]
- Никифор (26 сентября 1824—1850)[12]
- Хрисанф (24 августа 1850—1857)
- Паисий (Зафиров) (15 ноября 1858 — 25 февраля 1861)
- Панарет (Мишайков) (25 февраля 1861 — январь 1872)
- Неофит (Папаконстантину) (19 января 1872 — 14 ноября 1880)
- Григорий (Продрому) (14 ноября 1880—1884)
- Иоаким (Эфтивулис) (29 декабря 1884—1889)
- Фотий (Маниатис)[болг.] (19 декабря 1889 — 5 августа 1910)
- Смарагд (Хадзиэфстатиу)[болг.] (5 августа 1910 — 21 июня 1912)
- Тимофей (Ламнис)[болг.] (21 июня 1912 — 10 сентября 1913)
- Вениамин (Кириаку) (10 сентября 1913 — 21 июля 1925)

Болгарская православная церковь (митрополиты)
- Панарет (Мишайков) (11 мая 1872 — 26 ноября 1883)
- Гервасий (Георгиев) (1883—1886) в/у, еп. Левкийский
- Парфений (Иванов) (1886—1891) в/у, еп. Величский
- Нафанаил (Бойкикев) (24 марта 1891 — 18 сентября 1906)
- Максим (Пелов) (1 октября 1906 — 3 марта 1938)
- Кирилл (Константинов) (29 мая 1938 — 31 декабря 1968) с 10 май 1953 года — в/у, Патр. Болгарский
- Варлаам (Пешев) (9 марта 1969 — 13 ноября 1986)
- Арсений (Чакандраков) (8 февраля 1987 — 13 октября 2006)
- Кирилл (Ковачев) (14 октября 2006 — 11 февраля 2007) в/у, митр. Варненский
- Николай (Севастиянов) (с 11 февраля 2007)

митрополиты в Альтернативном синоде
- Борис (Богоев) (1992 — 1 октября 1998), присоединился к БПЦ
- Борис (Богоев) (20 апреля 1999 — 22 марта 2006), вновь возвратился и умер
- Евлогий (22 марта 2006 — 20 ноября 2009) в/у, еп. Адрианопольский

## Монастыри
- Араповский монастырь святой Недели
- Баткунский монастырь святых Петра и Павла (село Паталеница)
- Белащинский монастырь святого Георгия Победоносца (село Белаштица)
- Белочерковский монастырь святых Петра и Павла
- Горноводенский монастырь святых Кирика и Юлиты
- Калоферский монастырь Введения Пресвятой Богородицы (женский)
- Калоферский монастырь Рождества Пресвятой Богородицы (мужской)
- Калугеровский монастырь святого Николая (мужской; община Лесичово, Пазарджикская область)
- Кукленский монастырь светых бессребреников Косьмы и Дамиана
- Кричимский монастырь Рождества Пресвятой Богородицы
- Лыджанский (Ивайловградский) монастырь святых Константина и Елены
- Мулдавский монастырь святой Петки
- Сопотский метох Введения Богородицы (женский; Сопот)
- Сопотский монастырь «Св. Спас»